# بيل هاتشينسون (لاعب كرة قاعدة)
بيل هاتشينسون (بالإنجليزية: Bill Hutchinson)‏ هو لاعب كرة قاعدة أمريكي، ولد في 17 ديسمبر 1859 في نيو هيفن في الولايات المتحدة، وتوفي في 19 مارس 1926 في كانساس سيتي في الولايات المتحدة.

## وصلات خارجية
- بيل هاتشينسون على موقع دوري كرة القاعدة الرئيسي (الإنجليزية)
- بيل هاتشينسون على موقعبيزبول رفرنس.كوم (الدوري الرئيسي) (الإنجليزية)
- بيل هاتشينسون على موقعبيزبول رفرنس.كوم (الدوري الثانوي) (الإنجليزية)